# Joel Aguilar
Joel Antonio Aguilar Chicas (født 2. juli 1975) er en fodbolddommer fra El Salvador. Han har dømt internationalt under det internationale fodboldforbund FIFA siden 2001, hvor han er placeret i den nordamerikanske dommergruppe. 
Archundia deltog ved VM 2010. Han blev dog ikke tildelt nogen kampe og rejste hjem uden at have dømt en eneste kamp. Han deltog ved VM i 2018, hvor han dømte. 
Ved siden af den aktive dommerkarriere arbejder Aguilar som lærer.